# 西格麗德·伯頓
西格麗德·伯頓是美國畫家，長期居住在紐約市，其半抽象派作品以其運用表現力、大氣色彩和運用自然和文化領域的神秘典故來繪畫而聞名。